# 유하스 롤런드
유하스 롤런드(헝가리어: Juhász Roland, 1983년 7월 1일 ~ )는 헝가리의 은퇴한 축구 선수이다. 센터 백으로 활약했다.

## 수상
MTK 부다페스트
- 넴제티 버이녹샤그 I:
  - 우승: 2002–03
  - 준우승: 1999–00
- 헝가리 컵:
  - 우승: 1999-00
- 헝가리 슈퍼 컵:
  - 우승: 2003

RSC 안데를레흐트
- 벨기에 프로리그:
  - 우승: 2005–06, 2006–07, 2009–10, 2011–12
  - 준우승: 2007–08, 2008–09
  - 3위: 2010–11
- 벨기에 컵:
  - 우승: 2007–08
- 벨기에 슈퍼컵:
  - 우승: 2006, 2007, 2010, 2012
- 트로페오 산티아고 베르나베우:
  - 준우승: 2006

### 개인
- 헝가리 올해의 영 플레이어: 2005
- 헝가리 축구 협회 선정 올해의 베스트 헝가리 선수: 2008,[1] 2009
- 올해의 헝가리 선수: 2009
- 벨기에 프로리그 최고의 수비수: 2009